# 루이스 W. 스피츠
루이스 W. 스피츠(Lewis W. Spitz, 1922년 - 1999년 )는 스탠포드 대학교의 역사학 교수였으며, 마르틴 루터와 르네상스, 그리고 종교 개혁 연구에 세계적인 권위자였다. 1963-64년 간에는 미국 종교개혁사 학회 회장을 역임하였으며, 1976년에는 미국 교회사 학회장에 선출되기도 하였다.